# رجیس کیتلر
رجیس کیتلر (انگلیسی: Régis Kittler؛ زادهٔ ۶ اکتبر ۱۹۷۹) بازیکن فوتبال اهل فرانسه است.
از باشگاه‌هایی که در آن بازی کرده‌است می‌توان به باشگاه فوتبال کلرمون فوت اشاره کرد.